# Cryptoheros sajica
Cryptoheros sajica là một loài cá hoàng đế ở Trung Mỹ được tìm thấy trong các dòng suối và hồ nước ngọt ở phía mạn sườn phía Thái Bình Dương của Trung Mĩ ở Costa Rica. Cá có bảy sọc màu không rõ ràng trên cơ thể. Sọc thứ ba nổi bật với một sọc đen chạy ngang qua tạo thành một chữ T ngang, do đó nó có tên là T-bar cichlid.
T-bar cichlid sinh sống ở các con sông có dòng chảy từ vừa phải đến mạnh ở Costa Rica, nhưng chúng không được tìm thấy ở các ghềnh. Chúng thích đá và sỏi nhỏ. Chúng ăn tạp, ăn các sợi tảo, côn trùng trong nước, hạt và mảnh vụn ở đáy.
Trong một quần thể cùng tuổi thì khi C. sajica đực đạt tới 12 cm thì những con cái trưởng thành đã sẵn sàng đẻ trứng. Chúng có màu vàng rất đẹp.
Chúng thể sinh sản ngay trên nền cát, bùn hay vào trong hang(phổ biến). Hai phương pháp trên không phụ thuộc vào việc có hang phù hợp để sinh sản mà phù hợp vào tâm trạng của chúng. Việc giao phối của chúng bắt đầu bằng việc con đực và con cái bơi song song với nhau rồi con cái sẽ đẻ trứng sau khi lựa chọn nơi đẻ trứng. Con đực sẽ thụ tinh cho trứng và sau đó bảo vệ chúng một cách hung dữ khỏi bất kỳ loài cá nào khác đến gần. Con đực có thể tấn công con cái chưa sẵn sàng đẻ trứng, đến mức nó có thể bị giết chết.
Khi nở sau 3 ngày kể từ khi đẻ trứng, cá con sẽ cố gắng phá vỏ trứng. Con cái và con đực thỉnh thoảng đưa cá con về tổ nếu chúng đi lạc quá xa, tuy nhiên con đực có thể ăn một ít trong số chúng. Chúng nuôi con rất tốt và có thể giữ con non đến trưởng thành trong một bể cá đông đúc.